# ويليام بن نيكسون
ويليام بن نيكسون هو سياسي أمريكي، ولد في 1832 في فونتاين في الولايات المتحدة، وتوفي في 20 فبراير 1912 في شيكاغو في الولايات المتحدة. نشط حزبياً في الحزب الجمهوري. وقد انتخب عضو مجلس نواب أوهايو ‏.